# Isabel de Saboia (1591-1626)
Isabel de Saboia (em italiano:  Isabella di Savoia; Turim, 11 de março de 1591 – Módena, 28 de agosto de 1626) foi uma princesa italiana, filha de Carlos Emanuel I, Duque de Saboia e de Cataria Micaela, infanta de Espanha. Ela foi Princesa herdeira consorte de Módena e Régio, tendo morrido antes do seu marido suceder no trono do Ducado de Módena e Régio, em 1628.

## Família
Os seus avós maternos eram Filipe II de Espanha e Isabel de Valois; os seus avós paternos eram Emanuel Felisberto de Sabóia e Margarida de Valois, Duquesa de Berry.

## Biografia
Isabel nasceu em Turin, sendo filha de Carlos Emanuel I de Saboia e da sua mulher, a infanta Catarina Micaela de Espanha, uma filha de Filipe II de Espanha e de Isabel de Valois.

### Casamento
Em 22 de fevereiro de 1608, e Turim, Isabel casou com Afonso d'Este, o Príncipe herdeiro do Ducado de Módena e Régio, casamento que se veio a revelar muito feliz. Afonso veio a ser um marido leal e apaixonado. Passados dois anos Isabel deu à luz o seu primeiro filo, Francisco, que um dia viria a suceder ao pai nos ducados. Quando Isabel morreu em 28 de agosto de 1626, Afonso ficou destroçado, nunca voltando a casar e morrendo em 1644. Isabel morreu em consequência dum parto, antes do marido se tornar Duque Soberano e, por isso, não chegou a ser duquesa consorte.

### Descendência
Isabel e Afonso tiveram no total catorze filhos:
- César (Cesare) (1609–1613), morreu na infância;
- Francisco (Francesco) (1610–1658), futuro Duque de Módena e Régio; com descendência;
- Obizzo (1611–1644), Bispo de Módena;
- Catarina (Catherina) (1613–1628), freira;
- César (Cesare) (1614–1677), morreu na infância;
- Alexandre (Alessandro) (1615), morreu na infância;
- Carlos Alexandre (Carlo Alessandro) (1616–1679), sem aliança;
- Reinaldo (Rinaldo) (1618–1672) Cardeal;
- Margarida (Margherita) (1619–1692), casou com Ferrante III Gonzaga, duque de Guastalla;
- Beatriz (Beatrice) (1620), morreu na infância;
- Beatriz (Beatrice) (1622–1623), morreu na infância;
- Felisberto (Filiberto) (1623–1645);
- Bonifácio (Bonifazio) (1624), morreu na infância;
- Ana Beatriz (Anna Beatrice) (1626–1690), casou com Alexandre II Pico della Mirandola, com geração.